# Vanimo
Vanimo é um município e a capital da província de Sandaun, no noroeste da Papua-Nova Guiné. Segundo censo de 2011, tinha 13 970 habitantes.
Ele está localizado em uma península perto da fronteira com a Indonésia .

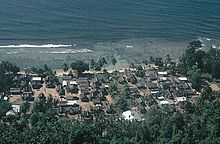
Aldeia perto de Vanimo

## História
Em 1967, Vanimo se tornou a capital da posterior província de Sandaun, então West Sepik. Os primeiros vestígios de povoamento podem ser encontrados a oeste de Vanimo. Sua história pode ser rastreada há mais de 10.000 anos. Há pelo menos 250 anos, Vanimo mantinha laços econômicos com as ilhas Molucas e Seram. O porto de Vanimo foi usado como ponto de desembarque para expedições comerciais de príncipes e sultões indonésios. Eles enviaram expedições para o interior para obter as cobiçadas penas da Ave-do-paraíso. Essas expedições de caça e comércio continuaram até o início do século XX.
Em 1827, o francês Jules Dumont d'Urville tentou pousar em Vanimo, mas foi atacado por 20 canoas. Em 1885, Otto Finsch, que nomeou o porto de Finschhafen, desembarcou lá.. Em 1900, os alemães fundaram um entreposto comercial no porto de Vanimo, que na época era chamado de porto de ataque  após o episódio com Dumont d'Urville.
Em anos anteriores, eles recrutaram trabalhadores de Plantations na área, e realizaram várias expedições nas proximidades. Mais tarde, a baía tornou-se parte da Nova Guiné Alemã. Nada se sabe sobre o uso da baía como porto ou dos terrenos ao redor para plantações neste momento.
De 1927 a 1936, o governo colonial australiano manteve uma pequena delegacia de polícia em Vanimo. Em 1936, a Estação Missionária Católica também foi estabelecida. Durante a Segunda Guerra Mundial, a cidade tornou-se um importante ponto de desembarque do Exército Imperial Japonês, após as organizações australianas e católicas se retiraram uma após a outra. Depois da guerra, quando os missionários cristãos voltaram, o cristianismo tinha uma posição firme.

## Religião
Cerca de um terço dos residentes de Vanimo são membros da Igreja Católica Romana .

## Economia e Turismo
Vanimo é um pequeno município cuja economia se baseia na indústria madeireira. A empresa madeireira Vanimo Forest Products é o principal empregador, e é governada por uma empresa da Malásia, Rimbunan Hijau, que está desmatando grandes áreas no interior de Vanimo.  
Há um aeroporto em Vanimo, Aeroporto de Vanimo .
Vanimo também é um destino de surf . Tem a reputação de ter as ondas mais consistentes da Papua Nova Guiné. A temporada de surfe começa em outubro e vai até o final de abril.
Há boas praias de surfe em Lido, pequena vila fora de Vanimo. 
A costa entre Vanimo e a fronteira com a Indonésia está repleta de inúmeras praias fantásticas, lagoas e vilas pitorescas. A própria cidade tem belas praias de areia branca.